# 2×4 Roller Derby
| \| 2x4 Roller Derby \| | \| 2x4 Roller Derby \|                                                     |
| ---------------------- | -------------------------------------------------------------------------- |
|                        |                                                                            |
| Formación              | 2010                                                                       |
| Travel Teams           | Team Osom (travel team A) Lxs Pibxs (travel team B) Team C (travel team C) |
| Equipos Intraliga      | Bully Chicks Cowgirls From Hell Bloody Furias                              |
| Tipo de pista          | Plana (cemento alisado)                                                    |
| Cancha                 | Parque Chacabuco                                                           |
| Afiliación             | WFTDA                                                                      |
| 2x4 Roller Derby       |                                                                            |

2x4 Roller Derby es una liga de Roller derby de Buenos Aires, Argentina. Fundada en 2010, la liga consta de tres equipos intraliga: Bully Chicks, Cowgirls From Hell, y Bloody Furias. Fuera de la liga, lo representan tres Travel Teams (Team Osom, Lxs Pibxs y Team C) que juegan contra los travel teams de otras ligas.
El nombre 2x4 es una referencia al tango, el género musical típico de la ciudad de Buenos Aires. En términos técnicos, el tango tiene una forma binaria y compás cuádruple: entonces es conocido como "el dos por cuatro".
2x4 Roller Derby es un miembro clase A de la Women's Flat Track Derby Association (WFTDA). La liga rankea 12 en la tabla de posiciones de WFTDA.
En 2019, 2x4 se convirtió en el primer equipo latinoamericano en clasificar a los WFTDA Championships.

## Historia
El primer equipo de la liga y base de la fundación fue Bully Chicks, creado en junio de 2010 en la Ciudad Autónoma de Buenos Aires. En diciembre de ese año se sumó el equipo Cowgirls From Hell, con miembros del oeste de Gran Buenos Aires.
La liga luego fue fundada oficialmente como 2x4 Roller Derby.
Fue la primer liga de roller derby en Argentina, y cuándo Selección Argentina de Roller derby se formó para jugar en el campeonato mundial de 2011, la mayoría de sus patinadoras eran miembros de la liga. El resto del equipo nacional se formaba por jugadoras de equipos de Estados Unidos.
En abril de 2013, la liga fue aceptada en el programa de aprendices "Women's Flat Track Derby Association Apprentice Program". En febrero de 2016, fue promovido como miembro Clase C de WFTDA, convirtiéndose así en el primer miembro Full Member de WFTDA en Argentina.

## Team Osom
Team Osom es el nombre del equipo de primera división de 2x4 Roller Derby.
En agosto de 2016, Team Osom viajó a Estados Unidos por primera vez para jugar partidos sancionados, con el objetivo de rankear en la tabla de posiciones de WFTDA. En octubre de 2016, WFTDA anunció la tabla de posiciones de septiembre, donde debutó en el puesto número 40, un debut de Primera División.
En septiembre de 2017, Team Osom se convirtió en el primer equipo latinoamericano en participar de los WFTDA Playoffs de Primera División.
Luego en septiembre de 2019, fue el primer equipo latinoamericano en clasificar a WFTDA Championships.

### 2016

#### Temporada regular: Road Trip a Kansas
En agosto de 2016, Team Osom hizo su primer viaje a los Estados Unidos, para jugar partidos sancionados y quedar oficialmente clasificadas. Durante la visita visitaron Lincoln (NE), Kansas (MO) y Oklahoma (OK). El primer bout del tour fue un partido sancionado contra No Coast Derby Girls (clasificadas 25) perdiendo por 176-143. Fue la primera vez en la historia que este equipo perdía un partido. En total, jugaron tres partidos sancionados y un Strength Factor Challenge.
| Rival                       | Ranking | Pts favor | Pts contra | Puntos de ranking |
| --------------------------- | ------- | --------- | ---------- | ----------------- |
| No Coast Derby Girls        | 25th    | 143       | 176        | 451.86            |
| Kansas City Roller Warriors | 50th    | 159       | 140        | 406.81            |
| Arch Rival Roller Derby     | 8th     | 76        | 340        | SFC               |
| Oklahoma City Roller Derby  | 100th   | 324       | 48         | 402.39            |

Como resultado de los partidos que se jugaron durante este tour, 2x4 Roller Derby debutó en el puesto número 40 de la tabla de posiciones de WFTDA, un debut en Primera División.

### 2017

#### Temporada regular: The Big O Tournament
Luego de debutar en Division 1, Team Osom recibió invitaciones a distintos torneos a disputarse en 2017, y decidieron ir al clásico de Primera División, The Big O Tournament. Es un torneo internacional de roller derby organizado por Emerald City Roller Derby, en Eugene, Oregon. En el torneo disputaron tres partidos:
| Rival                  | Ranking | Pts favor | Pts contra | Puntos de ranking |
| ---------------------- | ------- | --------- | ---------- | ----------------- |
| Boulder County Bombers | 57th    | 273       | 88         | 535.41            |
| Windy City Rollers     | 38th    | 145       | 150        | 439.42            |
| Helsinki Roller Derby  | 16th    | 113       | 203        | 432.33            |

El partido más notable en el torneo fue aquel jugado contra Windy City, descrito por la prensa como un partido para comerse las uñas. T Este partido consecuentemente fue aplaudido, su revancha esperada y finalmente cumplida en los Playoffs de Primera División en septiembre. Lula Zan fue votada por sus rivales como la jugadora más valiosa de Team Osom (MVP, por sus siglas en inglés) y fue invitada a jugar el partido de Equipo de MVPs vs. Team USA (la Selección de Roller derby de Estados Unidos). El entrenador de Team Osom fue invitado a ser entrenador del Equipo de MVPs.

#### Postemporada: Playoffs (Seattle)
2×4 Roller Derby clasificó a los Playoffs de Division 1 de Seattle, ingresando octavas en la llave, y ganaron el partido inaugural en una revancha contra Windy City por 178-135. Luego fueron eliminadas en cuartos de final por Rose City (el equipo campeón) por 80-360, y jugaron la ronda de perdedores contra Ann Arbor ganando 255-105.

### 2018

#### Temporada regular: Euro Tour
La mayoría de las patinadoras de Team Osom jugaban también en el seleccionado nacional, por lo que la liga decidió coordinar los partidos de temporada regular a disputarse en el mismo viaje de la Roller Derby World Cup en Manchester, para abaratar costos de viaje. Programaron seis partidos sancionados (cuatro antes de la copa mundial, y dos después). Estos partidos, sumados a los del seleccionado en la copa mundial, significó que alguna patinadoras jugaran 13 partidos en tan solo 13 días.
| Rival                      | Ranking | Pts favor | Pts contra | Puntos de ranking |
| -------------------------- | ------- | --------- | ---------- | ----------------- |
| Rainy City Roller Derby    | 12th    | 126       | 132        | 722.30            |
| Auld Reekie Roller Derby   | 68th    | 316       | 53         | 688.52            |
| Dublin Roller Derby        | 49th    | 242       | 64         | 647.71            |
| Middlesbrough Roller Derby | 60th    | 375       | 51         | 736.80            |
| Paris Rollergirls          | 43th    | 182       | 78         | 623.70            |
| Bear City Roller Derby     | 39th    | 201       | 193        | 420.88            |

Al finalizar la temporada regular, Team Osom se clasificó en el puesto número 18 consiguiendo una vez más avanzar a los playoffs de Division 1.

#### Postemporada: Playoffs (La Coruña)
En esta oportunidad, ingresaron séptimas a la llave en La Coruña, España y abrieron el torneo con una victoria sobre Sailor City Rollers, otro equipo de Buenos Aires, por 210-53. Luego perdieron los cuartos de final contra Angel City por 125-218, finalizando el torneo con una victoria 208-172 sobre Helsinki Roller Derby en la ronda de perdedores, otra revancha muy anticipada entre estos dos equipos.

### 2019

#### Temporada: Monsoon Madness
Team Osom viajó a Arizona y California para jugar sus partidos de la temporada regular 2019. Participaron en el torneo Monsoon Madness de Phoenix, cuyo anfitron era la liga Arizona Roller Derby, y luego jugaron un cuarto partido por fuera del evento contra Bay Area Derby.
| Rival                 | Ranking | Pts favor | Pts contra | Puntos de ranking |
| --------------------- | ------- | --------- | ---------- | ----------------- |
| Rat City Roller Derby | 18th    | 106       | 90         | 807.08            |
| Arizona Roller Derby  | 26th    | 122       | 101        | 686.66            |
| Dallas Derby Devils   | 39th    | 295       | 26         | 952.09            |
| Bay Area Derby        | 21th    | 176       | 134        | 748.86            |

El resultado de este viaje significó que para finales de la temporada regular de 2019, Team Osom se asegurara una invitacion a los Playoffs. Al finalizar 12 en la temporada, fueron a playoffs cuartas en la llave, pasando así directo a cuartos de final.

#### Postemporada: Playoffs (Winston-Salem)
In 2019, participaron de los Playoffs ingresando cuartas en la llave. en Winston-Salem, North Carolina salteándose así la primera ronda del torneo. Jugaron directamente los cuartos de final contra Paris Rollergirls (12 en la llave) dándose revancha del partido jugado en el tour europeo de 2018 Al ganar la ronda, pasaron a semifinales donde perdieron 58-143 contra Texas Rollergirls. Finalizaron el torneo disputando la medalla de bronce contra Rainy City Roller Derby, otra revancha del tour de 2018, ganando la medalla con una victoria por 172-109.
La medalla de bronce en los Playoffs le garantizó a 2x4 Roller Derby un lugar en los WFTDA Championships, convirtiéndose en el primer equipo latinoamericano en lograrlo.

## Ranking de WFTDA
| Temporada | Ranking final | Playoffs | Championship |
| --------- | ------------- | -------- | ------------ |
| 2016      | 40 WFTDA      | NC       | NC           |
| 2017      | 21 WFTDA      | RP D1    | NC           |
| 2018      | 15 WFTDA      | RP       | NC           |

- RP = ronda de perdedores
- NC = no clasificó

## Otros títulos
| Año  | Ciudad       | Competencia            | Equipo    | Posición |
| ---- | ------------ | ---------------------- | --------- | -------- |
| 2012 | Buenos Aires | Torneo Violentango 1   | Team Osom | 1st      |
| 2013 | Bogotá       | Torneo Latinoamericano | Team Osom | 1st      |
| 2013 | Buenos Aires | Torneo Violentango 2   | Team Osom | 1st      |
| 2014 | Buenos Aires | Torneo Violentango 3   | Team Osom | 1st      |
| 2015 | Sao Paulo    | Torneo Latinoamericano | Team Osom | 1st      |
| 2015 | Buenos Aires | Torneo Violentango 4   | Team Osom | 1st      |
| 2017 | Buenos Aires | Torneo Violentango 5   | Team Osom | 1st      |
| 2017 | Ushuaia      | Patagonia Rebelde      | Team C    | 1st      |